# Quintus Caecilius Metellus Balearicus
Quintus Caecilius Metellus Balearicus war ein römischer Politiker des späten 2. Jahrhunderts v. Chr.
Quintus Caecilius Metellus Balearicus war ein Sohn des Quintus Caecilius Metellus Macedonicus. Er war wohl als Ädil zum Getreidekauf in Thessalien und spätestens 126 v. Chr. Prätor. Im Jahr 123 v. Chr. war Metellus Balearicus Konsul. Als Prokonsul in den beiden folgenden Jahren hatte er den Auftrag, die Seeraub betreibenden Einwohner der Balearen zu unterwerfen. Für seinen Erfolg wurde er mit einem Triumph geehrt und erhielt den Beinamen Balearicus. Im Jahr 120 v. Chr. war Metellus Balearicus Zensor. Er hatte einen Sohn, Quintus Caecilius Metellus Nepos, der 98 v. Chr. Konsul wurde, und eine Tochter, Caecilia Metella, die Mutter des berüchtigten Volkstribunen Publius Clodius Pulcher.